# Nationale Regionale Transport
Nationale Regionale Transport es una aerolínea doméstica con base en Libreville, Gabón. Su principal base de operaciones es el Aeropuerto Internacional de Libreville.
La aerolínea se encuentra en la Lista de aerolíneas prohibidas en la Unión Europea.

## Destinos
- Port-Gentil
- Franceville Mvengue
- Oyem
- Makokou
- Tchibanga
- Koulamoutou
- Mouila

## Flota
La flota de Nationale Regionale Transport incluye los siguientes aviones (a 1 de diciembre de 2010):
- 1 × Dornier Do 228
- 1 × Saab 340A
- 2 × Embraer 120 Brasilia

## Accidentes e incidentes
- El 12 de octubre de 2011, un EMB-120 de Nationale Regionale Transport, registro ZS-PYO (MSN: 120245) que efectuaba un vuelo chárter desde Libreville a Port Gentil (Gabón), se salió al final de la pista 21 sin sufrir ningún daño en el tren de morro, el tren principal se dobló haciendo que los motores "cayeses" junto a las alas. Unos pocos pasajeros sufrieron heridas menores, pero el avión quedó totalmente destruido.[3][4][5]